# Ивица Бедњанец
Ивица Бедњанец (Загреб, 1. јун 1934 — Загреб, 15. фебруар 2011) био је хрватски цртач стрипа, песник, хумориста и сценарист. Био је самостални ликовни уметник, некада професор на Графичкој школи у Загребу.
Више од 40 година континуирано је објављивао стрипове којима је био комплетни аутор, како сценарија тако и цртежа. Реч је о преко 2000 табли стрипа, преко 1000 сценарија и шест књига сабраних стрипских прича.

## Биографија
Након завршене графичке школе радио је као литограф у Штампарском заводу "Огњен Прица" у Загребу. Уз рад наставља школовање те 1962. дипломира на вишој графичкој школи у Загребу. Своје прве стрипове почиње објављивати 1952. године („Станоје Горанин“, Вјесников забавник "Петко"). У то време ствара и прве графичке дизајне. Прву награду добива још 1957. године, на натечају Народне армије награђен је његов стрип "Црвени се шума". Од 1963. године до 1968. настаје опус његових стрипова из хрватске историје — тридесетак комплетних наслова већином рађених за "Дечје новине" из Горњег Милановца, Србија. Од 1967. године делује као самостални уметник и члан УЛПУХ-а.
Годинама је представљао Југославију на великим светским изложбама стрипа: више пута у Монтреалу (неколико пута уврштен у каталог одабраних радова); још 1978. с Мирком Илићем у Луки; у Напуљу, где је 1984. добио и награду Пулчинела. Исте године добија награду "Андрија" у Љубљани; на Салону југословенског стрипа у Винковцима 1988. осваја Grand Prix, а на Салону хрватског стрипа 1997. и Награду за животно дело, исте године је одликован Редом Данице Хрватске.
Ширином опуса ауторски стрип Ивице Бедњанца могао би се подијелити према тематици по циклусима на историјски, политичку сатиру, спортски, дечји итд. А један од материјала је уврштен као пратећи педагошки материјал у уџбенику за наставнике педагошке психологије у Хрватској. Отприлике у исто време, у продукцији "Загреб филма", требало је да започне серијал "Мале љубави" према "Дурици" — ауторовом најмлађем лику створеном за најмлађе (али и оне старије читаоце/гледаоце). Иначе, Дурица је 12 година излазила у Смибу, ревији за основце.
По речима Крешимира Зимонића: „Ивица Бедњанец је један од најквалитетнијих и најпродуктивнијих хрватских аутора стрипа свих времена. С обзиром на величину, ширину, континуитет и разноликост његова опуса, можда нису претјеране оцјене да је Ивица Бедњанец све своје стрипове реализирао према властитим сценаријима (што га чини, помало парадоксално, најпродуктивнијим сценаристом нашег стрипа), овакве оцијене још више добивају на тежини. Па ипак, не можемо се отети утиску да рад овог аутора у нашој средини није био адекватно признат, него врло често прећуткиван, понекад чак и омаловажаван. Разлога за то има више, а сам Бедњанец често је без горчине знао рећи да су му популарност и читаност његових стрипова важнији него признања разних "стручњака". Бедњанчева велика продуктивност и инсистирање на комуникативности и лакој читљивости обезбедили су му епитет пучког забављача и аутора за дјецу. Његови стрипови били су напросто — стрипови. Нису имали онај, понекад потребни, зачин 'интелектуалног' и 'умјетничког. Уза све то Бедњањец се није трудио копирати иноземне узоре; био је свој, аутентичан и некако превише — наш!“
Рад Ивице Бедњанца условно се може поделити на два подручја: такозвани реалистички стрип, те гротеску у најширем смислу. Нека друга подела могла би гласити: стрипови за омладину и стрипови за одраслу публику. Тијеком 1960-их година настао је већи дио из циклуса историјских стрипова, стрипова с тематиком из Мексичке револуције и стрипова о спорту, док се тематици НОБ-а Бедњанец повремено враћао. Од 1968. године започиње његова сурадња са загребачком Модром ластом где пуна три десетљећа паралелно настају два серијала: "Осмошколци и Геније" и "Ластан". Посебно је значајан Њежни, лик реализован у две варијанте: Њежни робијаш (1975-1976) и Њежни спорт (1976-1983). Бедњанец је направио још неколико серијала: Иверку, Кика, Амицу, и најновији — Дурицу. Међу најквалитетније стрипове његовог опуса свакако се убрајају и две епизоде започетог серијала „Барун Тренк“ (1974).

## Награде
- 1984. "Пулчинела" у Напуљу, "Андрија" у Љубљани
- 1988. Grand Prix у Винковцима
- 1997. Награда за животно дело на Салону стрипа у Винковцима.
- 2006. Награда за животно дело УЛУПУХ-а

## Објављени стрип албуми
- "Њежни спорт", Младост, Загреб 1980.
- "Осмошколци", Привлачица, Винковци 1987.
- "Јасна и осмошколци", Бубиграф, Загреб 1994.
- "Дурица", Школска књига.
- "Геније", ЦРШ.
- "Осмошколци" (интеграл), Стрип форум.

## Стрипографија, по темама и серијама

#### Хрватски историјски стрип 1963–1974.
- Станоје Горанин — "Петко", 1952.
- Граничар,
- Никола Шубић Зрински,
- Велики ратник Матија Губец,
- Ускочка крв,
- Гусари с отока смрти,
- Крвави дани,
- Битка у пашкој ували,
- Опсада,
- Посљедња битка Петра Кружића,
- Путовима издаје,
- Одлука под Сиском,
- Пламен освете,
- Стубичка авет,
- Авет над Медведградом,
- Буна на Хвару,
- Хероји са Гвозданог,
- Јањичар,
- Шљивари,
- У рукама разбојника,
- Пунтари,
- Неукротива снага,
- Мартин Крпан,
- Мегдан,
- Издаја,
- Петрица,
- Ускочка освета,
- Барун Тренк

#### Стрипови о Народнослободилачкој борби — 1957–1987.
- Црвени се шума,
- Курир Богдан,
- Без милости,
- Зекина пушка,
- Скела,
- Бабин зуб,
- Савезници,
- Јадрански вукови,
- Смрт га није хтјела,
- Галоп,
- Мећава,
- Шуме смрти,
- Домобранци,
- Мали херој,
- Оклопници,
- Немоћна дивизија,
- Клопка

#### Стрип из мексичке револуције — 1963—1968.
- Побуна вјешаних,
- Вива Мексико,
- Берачи памука,
- Стадо,
- Диверзија,
- За сто тисућа пезоса,
- Дорадос Панча Виле,
- Жеђ,
- Палета револуције,
- Фиеста,
- Златни сомбреро,
- Хацијенда

#### „Гениј” — 1970–2011
- Олуја на кратком валу,
- Лов на лисицу,
- Ластан и Гениј,
- Путовање на Дивљи Запад,
- Сви у Ластанград,
- Гениј и Њежна Панџа,
- Камен мудрости,
- Гужва на пустом отоку,
- Ја желим, желим...,
- Сви у свемир,
- Алокшшкола,
- Чаробна школа,
- Чудотворни прашак,
- Гениј и супермандлеки,
- Хеурека,
- Ординација за хипохондре,
- Генијева четврта димензија,
- Детектор истине,
- Златна грозница,
- Улични суперлошман,
- Ластрадамус,
- Ладање по будућности,
- Шућмућбачи,
- Свеклопи с Крекуса,
- Хипергениј,
- Посјет из будућности,
- Микролилипутанац,
- Гениј у лету,
- Жута подморница,
- Њежни див,
- Пасји живот,
- Дупликати,
- Ластронаут

#### „Осмошколци“ — 1968–2011
- Страшан проналазак,
- Бродоломци,
- Тражи се дјечак,
- Црна овца,
- Мамина маза,
- Дики,
- У вртлогу части,
- Потамњела звијезда,
- Жгољо,
- Позлаћен рђа,
- Шериф са Савског насипа,
- Љубав под хипотенузом,
- Крађа бицикла,
- Пољубац и пол,
- Излетници,
- Манијак,
- Волумен жеље,
- Гусари подморја,
- Тулумаши,
- Изгубљени излет,
- Зимовање,
- Палац за море,
- Необуздани ритам,
- Тешко паметноме!,
- Луда вожња,
- Дуга нога,
- Дивља јурњава,
- Луди лед,
- Љубав на ладању,
- Сјена улице,
- Љубав и биологика,
- Петица,
- Робинзон

#### „Њежни робијаш“ — 1975–1991.
- Око 20 засебних наслова објављених у Керемпуху, Пардону и Берекину

#### „Њежни спорт“ — 1976–1983.
- Око 380 засебних тема спортова, "СН-ревија"

#### „Кико“ — 1978–1981.
Око 150 засебних наслова, "Вјесник"

#### „Амица” — 1980–1982.
Око 20 наслова, "Амо ревија"

#### „Иверка” — 1972–1979.
- Гег стрип, "Модра ласта"

#### „Дурица” — од 1986–2011.
- Око 150 тема, "Смиб"

#### Остали стрипови
- Мацан, "Хумореска", 1952.
- Лијечник на Западу, "Лале", 1963.
- Лов на човјека, "ВПА", 1974.